# Frankenia boissieri
Frankenia boissieri é uma espécie de planta com flor pertencente à família Frankeniaceae. 
A autoridade científica da espécie é Reut. ex Boiss., tendo sido publicada em Voyage botanique dans le midi de l'Espagne 2: 721. 1845.

## Portugal
Trata-se de uma espécie presente no território português, nomeadamente em Portugal Continental.
Em termos de naturalidade é nativa da região atrás indicada.

## Protecção
Não se encontra protegida por legislação portuguesa ou da Comunidade Europeia.